# قانون‌شکنی (فیلم ۱۹۹۲)
قانون‌شکنی (به انگلیسی: Breaking the Rules) فیلمی محصول سال ۱۹۹۲ و به کارگردانی نیل اسرائیل است. در این فیلم بازیگرانی همچون جیسون بیتمن، سی توماس هوول، جاناتان سیلورمن، آنی پاتس، فرانک ولکر و پل کاب ایفای نقش کرده‌اند.